# Cratere Viana
Viana  è un cratere sulla superficie di Marte.